# Endre Czeizel
Endre Czeizel (né le 3 avril 1935 à Budapest et mort le 10 août 2015 dans la même ville) est un médecin, généticien et biologiste hongrois.

## Biographie
Diplômé en 1959 de l'université Semmelweis, à Budapest. Jusqu'à 1973, il travaille en tant que conseiller en planification familial à l'hôpital St John, avant de devenir médecin-chef. 
Il est ensuite nommé directeur général de l'Institut National de la Santé de 1996 à 1998. 
Il travaille en particulier sur la vitamine B9 (acide folique) et découvre qu'elle prévient les anomalies du développement de l'embryon, notamment au niveau du tube neural (spina bifida). 
En 1995, il se voit attribuer la Croix d'Officier de l'Ordre du Mérite hongrois, et est nommé commandeur du même ordre en 2006. 
Il est l'auteur d'une vingtaine d'ouvrages traitant principalement de la génétique et de la médecine. 
Il meurt d'une leucémie dans sa ville natale de Budapest à 80 ans.